# Ospedale di Cattinara
L'ospedale di Cattinara è la principale struttura ospedaliera facente parte dell'Azienda Sanitaria Universitaria Giuliano-Isontina.

L'ospedale è una struttura accreditata dalla Joint Commission International Academic Hospital dal 2008.

## Storia
Aperto al pubblico il 19 marzo 1984 e inaugurato in maggio (a trasferimento avvenuto degli ammalati) alla presenza del ministro della Sanità Costante Degan, divenne poco dopo la sede della Facoltà di Medicina e chirurgia. Negli anni '90, il nosocomio triestino ha avuto il riconoscimento di "ospedale di rilievo nazionale e alta specializzazione". Successivamente è stata creata un'ulteriore importante struttura degenziale e chirurgica dedicata alle malattie cardiovascolari, il cosiddetto "Polo cardiologico", inaugurato nel maggio del 2003.

In base al decreto ministeriale 2 aprile 2015, n. 70 e alla riforma sanitaria regionale, l'ospedale triestino è definito ospedale di II livello (comprendente tutte le strutture di alta specializzazione) e ospedale hub, secondo il modello sanitario che ricalca gli Hub & Spoke e che vede nei centri hub i centri di riferimento per le strutture ospedaliere di I livello e zonali (Spoke). Tra il 2017 ed il 2020 l'ospedale è stato in ristrutturazione per norme anti-sismiche; al termine dei lavori sul dodicesimo e il tredicesimo piano della torre medica, tali piani sono stati convertiti in reparti Covid. La struttura, dopo l'adeguamento alle norme antisismiche, ha subito riscontrato il vicino terremoto di Petrinja (datato 29 dicembre 2020) in maniera eccellente.

## Struttura
L'ospedale è strutturato in cinque padiglioni. In un'ala troviamo le due torri da 15 piani. La torre medica ospita i pazienti ricoverati e il pronto soccorso al terzo piano, mentre la torre chirurgica ospita i ricoverati per cause chirurgiche e day hospital. Il polo cardiologico si trova in piani per metà interrati, raggiungibili da Via Valdoni. La piastra dei servizi (bar, sportelli, ambulatori, uffici interni) è posta sul piazzale pedonale, mentre di fronte si trovano altri ambulatori, nonché la fermata del bus di Cattinara (Ospedale) della rete urbana di Trieste Trasporti.
La piastra dei servizi funge anche da collegamento tra le due torri, il polo cardiologico e il pronto soccorso.
La torre medica è servita da sei ascensori, dei quali due riservati a montalettighe. La torre chirurgica è servita a propria volta da sei ascensori, dei quali due riservati a montalettighe.
Annessa all'ospedale è la palazzina di anatomia patologica, al cui interno si trova l'aula magna intitolata a Rita Levi-Montalcini. Tale edificio è anche la sede della Facoltà di Medicina e Chirurgia dell'Università degli Studi di Trieste.